# .md
.md ist die länderspezifische Top-Level-Domain (ccTLD) der Republik Moldau. Sie wurde am 24. März 1994 eingeführt und wird seitdem vom Unternehmen MoldData S.E. mit Hauptsitz in Chișinău verwaltet.

## Eigenschaften
Insgesamt darf eine .md-Domain zwischen drei und 63 Zeichen lang sein. Es können ausschließlich alphanumerische Zeichen genutzt werden, Sonderzeichen werden nicht unterstützt. Die Vergabe läuft vollständig automatisiert ab, in der Regel sind Domains nach 24 Stunden registriert. Es gibt keine Beschränkungen bei der Vergabe, jede natürliche oder juristische Person darf Inhaber einer .md-Domain sein. Ein Wohnsitz oder eine Niederlassung im Land sind nicht notwendig.
Im Gegensatz zu anderen ccTLDs können .md-Domains auch per SMS registriert werden. Seit dem Jahr 2007 bietet MoldData in Kooperation mit dem Mobilfunkanbieter Moldcell die Möglichkeit, neue Adressen per Textnachricht zu bestellen. Sofern die gewünschte Domain noch frei ist, erhalten Besteller einen Bestätigungsvermerk per SMS, mit dem sie ihre Registrierung innerhalb von 10 Tagen auf der Website der Vergabestelle abschließen können.

## Weblink
- Website der MoldData